# Fritillaria sinica
Fritillaria sinica är en liljeväxtart som beskrevs av Sing Chi Chen. Fritillaria sinica ingår i Klockliljesläktet och i familjen liljeväxter. Inga underarter finns listade.

## Bildgalleri

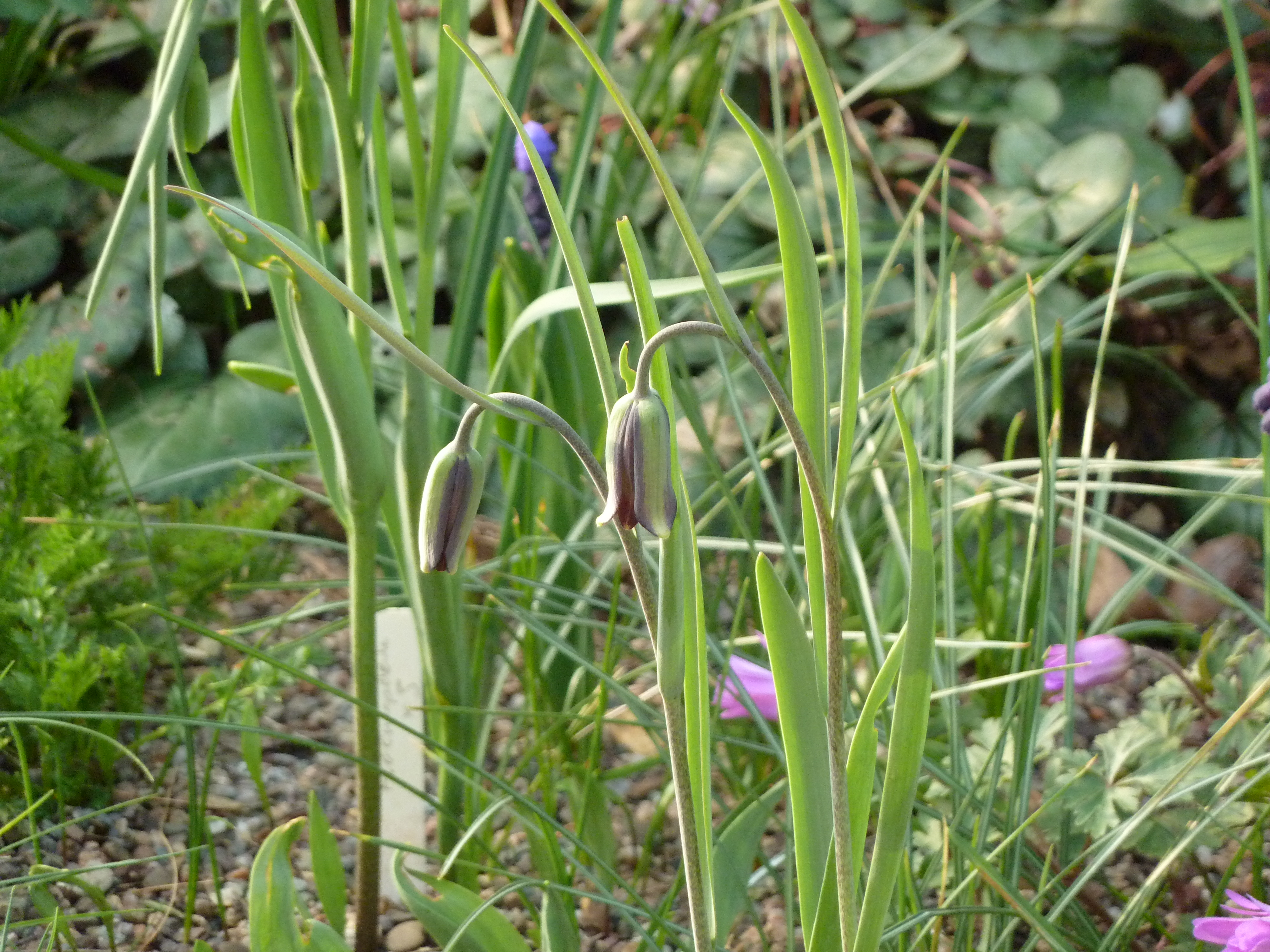